# Alexander Moszkowski

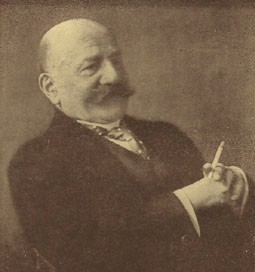
Alexander Moszkowski (1920er Jahre)

Alexander Moszkowski (* 15. Januar 1851 in Pilica, Russisches Kaiserreich; † 26. September 1934 in Berlin) war ein deutscher Schriftsteller und Satiriker polnischer Herkunft. Er ist der Bruder des Komponisten und Pianisten Moritz Moszkowski.

## Leben
Moszkowski wurde in Pilica, das zu Kongresspolen gehörte, in einer reichen, jüdischen, polnischen Familie geboren, wuchs jedoch in Breslau auf. Studienorte waren Berlin und Heidelberg. Später zog er nach Berlin, wo ihn Julius Stettenheim von 1877 bis 1886 für seine Satirezeitung Berliner Wespen engagierte.
Nach Differenzen mit Stettenheim gründete er seine eigene Zeitschrift Lustige Blätter, die während der Weimarer Republik hohe Auflagen erreichte.
Moszkowski gehörte seit 1892 zu den Mitgliedern der Gesellschaft der Freunde. Er war eine Persönlichkeit der Berliner Gesellschaft und mit Berühmtheiten wie Albert Einstein bekannt. Moszkowski war einer der ersten, die die Relativitätstheorie einem breiten Publikum populärwissenschaftlich zugänglich machten.

## Werk

Werbung für Die unsterbliche Kiste (1907)

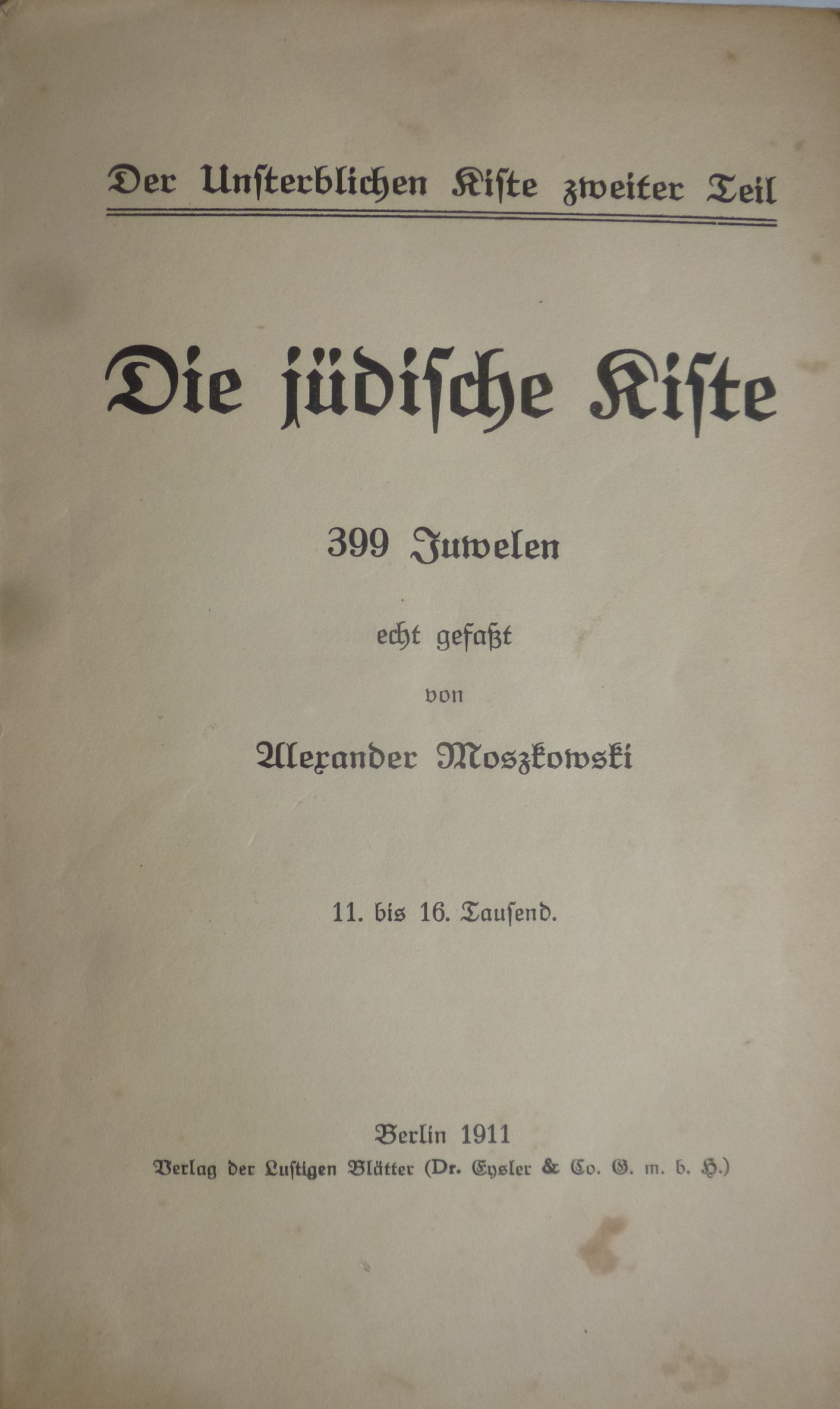
Die jüdische Kiste (1911)

Neben seinen satirischen Arbeiten umfasst Moszkowskis Werk zahlreiche populärwissenschaftliche Bücher, vor allem über Sprache und Philosophie: Der Sprung über den Schatten (1917), Sokrates der Idiot (1917), Das Geheimnis der Sprache (1920), Die Welt von der Kehrseite (1920), Der Venuspark, Phantasien über Liebe und Philosophie (1920) u. a.
Er war Witze- und Aphorismensammler und veröffentlichte Die Unsterbliche Kiste mit den „333 besten Witzen der Weltliteratur (...) befür- und bevorwortet von Alexander Moszkowski“; darauf folgte ein zweiter Teil unter dem Titel Die jüdische Kiste. Des Weiteren erschien Der Jüdische Witz und seine Philosophie mit 399 Beispielen. Seine Witzesammlung erreichte über 100 Auflagen.
1924 erschien Das Panorama meines Lebens.

### Die Inseln der Weisheit
Ein bekanntes Werk Moszkowskis ist der utopische Roman Die Inseln der Weisheit von 1922. Dieses in der Tradition von Daniel Defoe und Jonathan Swift stehende Werk nutzt die Rahmenhandlung einer Expedition zu unbekannten, teils hochtechnisierten Inseln. Es existiert zum Beispiel eine Taschenuhr mit Fernsprechfunktion (eine Art Mobiltelefon) und Moszkowski schildert die Beschleunigung einer modernen hochtechnisierten Informationsgesellschaft. Er beschreibt auch eine Art Holodeck, einen Virtuellen Raum, in dem ein dreidimensionaler Film über den Aufstieg der Maschinen und die Versklavung der Menschheit gezeigt wird.

## Werke (Auswahl)

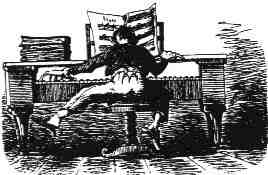
Philipp Scharwenka: Illustration zu Moszkowskis Anton Notenquetscher

- Anton Notenquetscher. Ein satirisches Gedicht in vier Gesängen von Alexander Moszkowski. Mit 23 Illustrationen von Philipp Scharwenka. Cassel, Troll, 1875. (Digitalisat)
- Schultze und Müller im Ring des Nibelungen. Humoristische Skizzen. Berlin [1881] u. Berlin, Hofmann & Comp., 1911 sowie Hildesheim, Olms, 2013.
- Die unsterbliche Kiste. Die 333 besten Witze der Weltlitteratur. Befür- und bevorwortet von Alex. Moszkowski. Verlag der Lustigen Blätter, Berlin 1907.
- Die jüdische Kiste. Der unsterblichen Kiste zweiter Teil. 399 Juwelen echt gefaßt von Alexander Moszkowski. Verlag der Lustigen Blätter, Berlin 1911.
- Einstein. Einblicke in seine Gedankenwelt. Gemeinverständliche Betrachtungen über die Relativitäts-Theorie und ein neues Weltsystem entwickelt aus Gesprächen mit Einstein. Hamburg, Hoffmann & Campe, 1921/1922, Digitalisat.
- Die Inseln der Weisheit. Geschichte einer abenteuerlichen Entdeckungsfahrt. Fontane, Berlin 1922. (Digitalisat)
- Der Venuspark. Phantasien über Liebe und Philosophie. Fontane, Berlin 1923.
- Das Geheimnis der Sprache. Aus Höhen und Tiefen der Ausdrucksformen. (Walther Rathenau zugeeignet.) Fontane, Berlin 1923.
- Anton Notenquetscher lässt Sie grüßen. Hoffmann & Campe, Hamburg, Berlin 1924.
- Sokrates, der Idiot. Eine respektlose Studie. Eysler, Berlin 1927.